# Carrickfergus Castle
Carrickfergus Castle (irisch Caisleán Charraig Fhearghais) ist eine im Norman Style erbaute Burg im nordirischen Carrickfergus.

## Lage
Die Burg steht unweit des Stadtzentrums von Carrickfergus am nördlichen Ufer des Lough Belfast. In früheren Zeiten war sie zu 3/4 von Wasser umgeben. Der Bahnhof Carrickfergus ist fußläufig etwa fünf Minuten entfernt. Von dort verkehren Züge der Gesellschaft Northern Ireland Railways nach Westen nach Belfast und nach Osten bis Whitehead und Larne.

## Geschichte
Die Burg wurde im Jahr 1177 von John de Courcy erbaut. Nachdem er im selben Jahr den östlichen Teil Ulsters erobert hatte, ließ er sich hier nieder und regierte bis 1204. Dann wurde er von Hugh de Lacy vertrieben. Das Gebäude wird in englischen Aufzeichnungen zum ersten Mal 1210 erwähnt. Zu diesem Zeitpunkt belagerte König Johann Ohneland die Burg und eroberte sie schließlich. Er ernannte Wachmänner zur Verwaltung der Anlage und des umliegenden Gebiets. Obwohl der Titel des Earl of Ulster ab 1333 nicht mehr verliehen wurde, blieb Carrickfergus Castle der Hauptsitz des englischen Königs im Norden Irlands und ein wichtiger Verwaltungssitz. Im frühen Stadium des neunjährigen Krieges, als der englische Einfluss im nördlichen Teil Irlands immer weiter zurückging, wurden die englischen Soldaten über den Hafen von Carrickfergus mit Nachschub versorgt. Im Jahr 1597 fand in unmittelbarer Nähe der Burg die Schlacht von Carrickfergus statt.
1690 eroberte Friedrich von Schomberg die Burg, sodass Wilhelm III. am 14. Juni 1690 hier zum ersten Mal anlanden konnte. 1760 stürmten französische Truppen unter Führung von François Thurot die Stadt, plünderten die Burg und flohen dann. Wenig später wurden sie jedoch von der Royal Navy gestellt. Das Gebäude diente in seiner Geschichte mehrfach als Gefängnis, wurde ab 1797 aber zum ersten Mal offiziell als solches genutzt. Während der Koalitionskriege waren hier Kriegsgefangene untergebracht. Danach diente es gut ein Jahrhundert lang als Arsenal. Während des Ersten Weltkriegs wurde die Anlage als Garnison genutzt. Daneben diente sie als Lagerraum der Verpflegungsordonnanz. 1928 ging die Burg von der British Army in den Besitz der Regierung Nordirlands über. Im Zweiten Weltkrieg nutzte man sie als Luftschutzbunker. Heute steht die Burg der Öffentlichkeit zur Besichtigung offen.

## Architektur
John de Courcy erbaute die Anlage als Motte auf einer Felsspitze. Sie war von einer hohen polygonalen Ringmauer umgeben. Im östlichen Teil der Mauer war ein Tor eingelassen. Die Burg bestand aus mehreren Gebäuden, darunter einem Rittersaal. Man geht davon aus, dass ein Raum im ersten Stock des Ostturms als Kapelle gedient hat. Dort sind noch heute die romanischen Fenster erhalten. Das Sterngewölbe im Eingangsbereich, das Mordloch und die Fallgatter am Torhaus wurden sämtlich von Hugh de Lacey in Auftrag gegeben, der ihre Fertigstellung jedoch nicht mehr miterlebte. 1217 erhielt ein Wachtmeister namens de Serlane von Johann Ohneland 100 Pfund zur Errichtung einer neuen Ringmauer um den Zugang zur Burg über die Felsspitze zu erschweren und die Verteidigung bei Ebbe sicherzustellen. Diese Mauer wurde im 18. Jahrhundert größtenteils wieder abgetragen, der seewärtige Teil ist jedoch bis heute erhalten. Dort befindet sich eine Poterne und der Ostturm. Dieser hat mehrere Schießscharten für Armbrustschützen.
Im 16. und 17. Jahrhundert wurden mehrere Umbauten vorgenommen, um die Verteidigung zu verbessern. So wurden etwa Schießscharten für Kanonen und Geschützpforten eingebaut.
Der Speisesaal wurde renoviert. Dort befindet sich heute eine Ausstellung mit verschiedenen mittelalterlichen Gebrauchsgegenständen.